# Elezioni suppletive in Corea del Nord del 1959
Le elezioni suppletive in Corea del Nord del 1959 si tennero il 19 luglio per il rinnovo dell'Assemblea popolare suprema; furono indette essendosi reso vacante un elevato numero di seggi all'interno dell'assemblea, rinnovata in occasione delle elezioni parlamentari del 1957
I posti vacanti furono causati dalle purghe all'indomani di un tentativo di colpo di stato noto come Incidente della fazione d'agosto nel 1956. Anche se nel frattempo erano state programmate elezioni parlamentari, nel 1957, le epurazioni continuarono nel 1959. Al momento delle elezioni suppletive, 51 deputati erano stati epurati e altri cinque erano morti. Di quelli epurati, 28 erano membri del Partito del Lavoro di Corea, sette del Partito Democratico Coreano, otto del Partito Chondoista Chongu, tre "indipendenti", due del Partito della Repubblica Popolare, due del Partito Popolare Laburista e uno dall'Unione delle masse popolari.
Il Comitato Centrale del Partito del Lavoro di Corea vietò qualsiasi menzione sulle imminenti elezioni nei media da esso controllati, probabilmente per nascondere la vera portata delle purghe. Gli elettori vennero semplicemente informati che i seggi nei loro collegi elettorali sarebbero stati aperti a causa delle "attività anti-popolari" dei loro ex delegati.
55 candidati del Partito del Lavoro si presentarono alle elezioni in altrettanti collegi elettorali a candidato singolo. Pak Sin-dok, il presidente del Partito Chondoista Chongu, era l'unico nella restante circoscrizione. La procedura di voto era stata leggermente modificata rispetto alle precedenti elezioni, già definite non democratiche dagli osservatori stranieri: nel 1957 c'era stata un'urna bianca per i voti "favorevoli" e una nera per i voti "contrari". Nel 1959 c'era solo una scatola. Una scheda elettorale lasciata bianca venne considerata come un voto "a favore" e una con il nome del candidato barrato come "contro". C'erano cabine alle urne, ma la forte pressione sociale impedì praticamente a chiunque di usarli.
Vennero espressi circa 1.200.000 voti. Solo 14 avevano votato contro i candidati. Fu l'ultima volta che almeno un elettore votò contro l'unico candidato del proprio collegio alle elezioni nordcoreane; tutte le elezioni successive hanno registrato tassi ufficiali di approvazione del 100%.

## Risultati
| Coalizione                                            | Liste                       | Voti            | %      | Seggi |
| ----------------------------------------------------- | --------------------------- | --------------- | ------ | ----- |
| Fronte Democratico per la Riunificazione della Patria | Partito del Lavoro di Corea |                 | 99,999 | 55    |
| Fronte Democratico per la Riunificazione della Patria | Partito Chondoista Chongu   | 1               | 99,999 |       |
| Contro                                                | Contro                      | 14              | 0,001  | -     |
| Totale                                                | Totale                      | 1.200.000 circa | 100    | 56    |
| Fonte:                                                |                             |                 |        |       |